# Hubert Österle

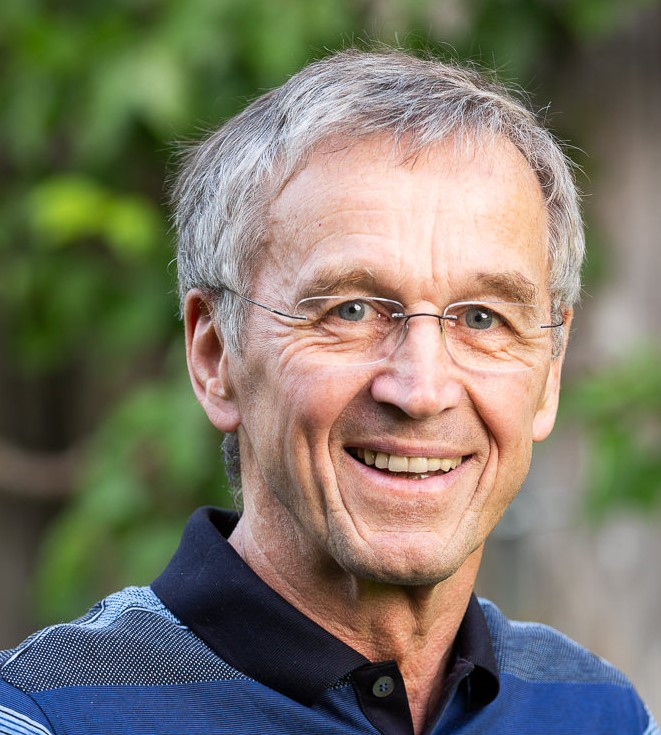
Hubert Österle (2019)

Hubert Österle (* 24. Juni 1949 in Dornbirn) ist Professor emeritus am Institut für Wirtschaftsinformatik der Universität St. Gallen und war bis 2015 Direktor dieses Instituts und Gründer mehrerer Unternehmen.

## Leben
Hubert Österle studierte Betriebswirtschaftslehre an den Universitäten Innsbruck und Linz. 1973 promovierte er bei Peter Mertens am Institut für Betriebswirtschaftslehre der Universität Erlangen-Nürnberg zum Thema „Computerunterstütztes Entscheidungstraining“. Nach einer Tätigkeit als Berater bei IBM Deutschland habilitierte sich Österle 1980 als wissenschaftlicher Assistent von Joachim Griese am Lehrstuhl für Betriebsinformatik an der Universität Dortmund mit einer Arbeit zum Thema „Entwurf betrieblicher Informationssysteme“.
Von 1980 bis 2014 war Österle ordentlicher Professor für Wirtschaftsinformatik an der Universität St. Gallen. 1989 gründete er das Institut für Wirtschaftsinformatik (IWI-HSG). 1997 initiierte er dort den Nachdiplomstudiengang zum „Master of Business Engineering“ (heute „Executive MBA in Business Engineering“). Österle war Editor-in-Chief der Zeitschrift Electronic Markets und Mitglied der Editorial Boards weiterer Zeitschriften. Unter seiner Anleitung entstanden über 100 Dissertationen auf dem Gebiet der Wirtschaftsinformatik. Im März 2015 erhielt Österle das Ehrendoktorat der Wroclaw University of Economics.
Neben seiner wissenschaftlichen Tätigkeit gründete Hubert Österle im Jahr 1989 das Beratungsunternehmen The Information Management Group, 2003 die Business Engineering Institute St. Gallen AG, 2006 die CDQ AG (corporate data quality) und 2012 die Amiona AG.

## Forschungsgebiete
Seine Forschungsschwerpunkte waren das Business Engineering, Corporate Data Quality, Independent Living, Consumerization, Sourcing in der Finanzindustrie, seit seiner Emeritierung ist es das Life Engineering.

## Schriften
Monographien:
- Life Engineering: Mehr Lebensqualität dank maschineller Intelligenz? Springer, Wiesbaden 2020
- mit Eisele Manuel, Osl Phillipp, Schleicher Mark: Independent Living: Leben mit haushaltsnahen Dienstleistungen. Institut für Wirtschaftsinformatik der Universität St. Gallen, 2017.
- mit Boris Otto: Corporate Data Quality: Voraussetzung erfolgreicher Geschäftsmodelle. Springer Gabler, Berlin Heidelberg 2016.
- mit Henning Kagermann, John M. Jordan: IT-Driven Business Models. Wiley, Hoboken (NJ) 2010.
- mit Henning Kagermann: Geschäftsmodelle 2010: Wie CEOs Unternehmen transformieren. FAZ, Frankfurt 2006.
- mit Rainer Alt: Real-Time Business: Lösungen, Bausteine und Potentiale des Business Networking. Springer, Berlin 2004.
- mit Elgar Fleisch, und Rainer Alt: Business Networking in der Praxis: Beispiele und Strategien zur Vernetzung mit Kunden und Lieferanten. Springer, Berlin 2002.
- mit Elgar Fleisch, Rainer Alt: Business Networking: Shaping Enterprise Relationships on the Internet. Springer, Berlin 2000; 2., verbesserte Auflage 2001.
- Business Engineering: Prozess- und Systementwicklung. Band 1: Entwurfstechniken. Springer, Heidelberg 1994; 2., verbesserte Auflage 1995.
- mit Walter Brenner, Konrad Hilbers: Unternehmensführung und Informationssystem: Der Ansatz des St. Galler Informationssystem-Managements. Teubner, Stuttgart 1991 (2. Auflage 1992).
- Entwurf betrieblicher Informationssysteme. Hanser, München 1981 (Habilitationsschrift, Universität Dortmund).

Zeitschriftenartikel:
- Life Engineering. Electronic Markets, 2020
- Business oder Life Engineering?, in HMD Praxis der Wirtschaftsinformatik, 2014
- mit Peter Schenkel, Philipp Osl: Towards an electronic marketplace for bricks-and-mortar services. Acis 2013 Proceedings, 2013
- mit Philipp Osl: Einfach komfortabel: LebensQualität regional organisiert. Proceeding of ConSocial, 2013
- mit Boris Otto, Kai Hüner: Toward a functional reference model for master data quality management. Information Systems and e-Business Management, 2012
- mit Enrico Senger: Prozessgestaltung und IT: Von der Unternehmens- zur Konsumentensicht. Zeitschrift für Controlling und Management (ZfCM), 2011
- mit Kai Hüner, Andreas Schierning, Boris Otto: Product data quality in supply chains: the case of Beiersdorf. Electronic Markets, 2011
- mit Kai Hüner, Boris Otto: Collaborative management of business metadata. International Journal of Information Management, 2011
- mit Alexander Schmidt, Boris Otto: Unternehmensweite Stammdatenintegration. Wirtschaftsinformatik & Management, 2010
- mit Boris Otto: Konsortialforschung: Eine Methode für die Zusammenarbeit von Forschung und Praxis in der gestaltungsorientierten Wirtschaftsinformatikforschung. Wirtschaftsinformatik, 2010
- mit Peter Loos, Wolfgang Koenig, Marco De Marco, Joan A. Pastor: Nationale Forschung und internationale Wettbewerbsfähigkeit – ein Widerspruch? Wirtschaftsinformatik, 2010
- mit Jörg Becker, Ulrich Frank, Thomas Hess, Dimitris Karagiannis, Helmut Krcmar, Peter Loos, Peter Mertens, Andreas Oberweis, Elmar J. Sinz: Memorandum on design-oriented information system research. European Journal Of Information Systems, 2010
- mit Boris Otto: Stammdatenqualität: Erfolgsfaktor für Unternehmen. Computerworld, 2009
- mit Tobias Vogel, Alexander Schmitt, Alexander Lemm: Service and document based interoperability for European eCustoms Solutions. Journal of Theoretical and Applied Electronic Commerce Research, 2008
- mit Peter Zencke: Das Tempo entscheidet – Geschäftsmodelle 2010. CIO, 2006
- mit Andreas Muther: Radikale Kundenzentrierung im Informationszeitalter. HMD – Praxis der Wirtschaftsinformatik, 2000
- mit Christian Gassner, Ryosuke Hotaka: Conceptual Integration using Wrapped Applications. Tools USA, 1996